# Hotel Tayko Bilbao
El Hotel Tayko Bilbao es un hotel de cuatro estrellas ubicado en la calle Ribera de la villa de Bilbao, frente al puente de la Merced, en pleno Casco Viejo.

## Historia

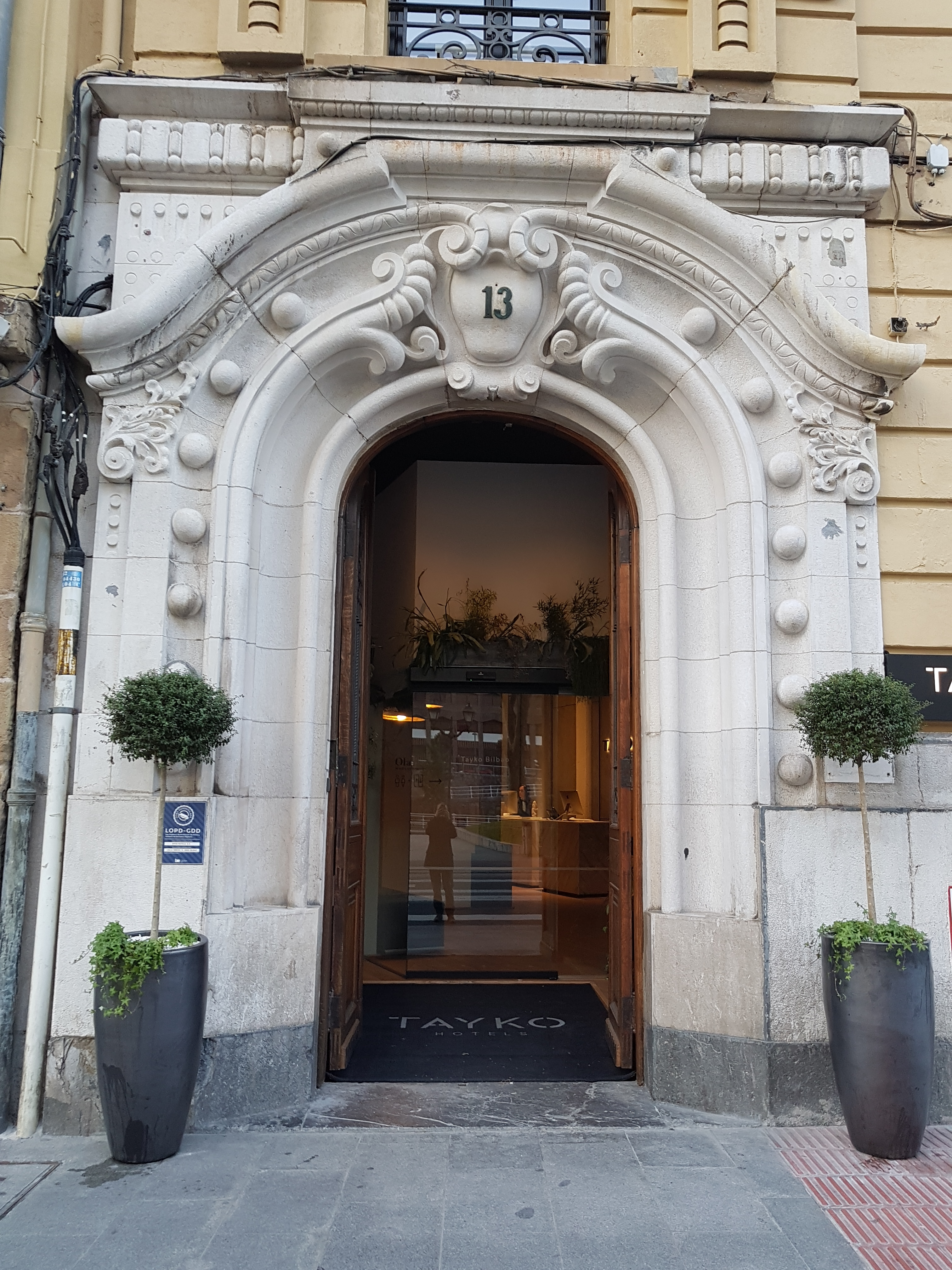
Acceso al Hotel Tayko Bilbao.

El Hotel Tayko es un hotel de cuatro estrellas y 54 habitaciones ubicado en el número 13 de la calle Ribera de Bilbao, en los antiguos Almacenes Zubicaray, y fue inaugurado el 21 de enero de 2019. En la primera planta del hotel está el restaurante Ola Martín Berasategui, con una estrella Michelin.
Forma parte de un inmueble rehabilitado del Casco Viejo medieval cuya construcción inicial data de 1924. Concebido inicialmente como un edificio de viviendas, también alojó en sus dos primeras plantas y el sótano unos almacenes de ropa emblemáticos en la ciudad, Zubicaray.

## Comunicaciones
- Estación de Zazpikaleak/Casco Viejo del Metro de Bilbao.
- Estaciones de Arriaga y Ribera del tranvía de Bilbao.
- Estación de Bilbao-Concordia.
- Estación de Abando Indalecio Prieto.

## Edificios y ubicaciones adyacentes
- Catedral de Santiago de Bilbao
- Plaza Nueva
- Teatro Arriaga
- Mercado de la Ribera